# Effet superstar
L'effet superstar est un phénomène économique étudié par Sherwin Rosen, à partir de la question suivante « Pourquoi un nombre réduit de personnes domine-t-il un champ économique en gagnant énormément d'argent ? »
Pour Rosen, de petites différences de talents parmi les meilleurs se traduisent en grandes différences de revenus. En effet, les personnes plus talentueuses vendent leur travail un peu plus cher, mais vendent de très grandes quantités. De ce fait « leurs revenus viennent avant tout de la vente en grande quantité plutôt que de prix plus élevés ». Robert Frank et Philip Cook ont popularisé le débat sur les conséquences perverses de l'effet superstar dans un livre intitulé The Winner-Take-All Society. Ils y fustigent la société de marché où le gagnant « rafle la mise ».
En économie, l'effet superstar est souvent étudié en combinaison avec l'effet longue traîne, par exemple dans l'étude du marché de la musique.